# Pilaira anomala
Pilaira anomala är en svampart som först beskrevs av Vincenzo de Cesati, och fick sitt nu gällande namn av Joseph Schröter 1886. Pilaira anomala ingår i släktet Pilaira och familjen Mucoraceae.   Inga underarter finns listade i Catalogue of Life.